# Балтырган (приток Коира)
Балтырган (в верховье Караайры) — река в России, протекает по Республике Алтай. Устье реки находится в 14 км по левому берегу реки Коир. Длина реки составляет 10 км.

## Данные водного реестра
По данным государственного водного реестра России относится к Верхнеобскому бассейновому округу, водохозяйственный участок реки — Катунь, речной подбассейн реки — Бия и Катунь. Речной бассейн реки — (Верхняя) Обь до впадения Иртыша.